# Percy LeSueur
Percy LeSueur, kanadski hokejist, * 18. november 1881, Quebec, Quebec, Kanada, † 27. januar 1962.
LeSueur je igral na položaju vratarja za NHA moštva Ottawa Hockey Club in Toronto Ontarios/Shamrocks. Leta 1961 je bil sprejet v Hokejski hram slavnih lige NHL.

## Hokejska kariera
LeSueur se je rodil v Quebec Cityju. Prvič so ga opazili v moštvu Ottawa Hockey Club, ko so igrali proti njegovemu moštvu Smiths Falls v izzivu za Stanleyjev pokal od 6. do 8. marca 1906. Zaradi njegovih impresivnih predstav so se v Ottawi odločili, da ga pripeljejo v svoj klub. 17. marca 1906 je že igral za Ottawo kot prvi vratar moštva na tekmi končnice lige ECAHA. V golu je zamenjal Billyja Hagua, ki je bil glavni krivec za visok poraz Ottawe z 1-9 na prejšnji tekmi. 
LeSueur je za Ottawo igral do sezone 1914/15 in z njimi dvakrat osvojil Stanleyjev pokal, v letih 1909 in 1911. Zatem je bil zamenjan v moštvo Toronto Ontarios (kasneje se je preimenovalo v Shamrocks) za Freda Laka, vratarsko vrzel je že predtem zapolnil Clint Benedict. Eno sezono je igral za moštvo Toronto Blueshirts in končal kariero po sezoni 1915/16, ko se je pridružil vojski. 
LeSueur je hokejskemu svetu znan tudi po oblikovanju mreže, ki je bila v uporabi od 1912 do 1925. Prav tako je vpeljal novo obliko vratarske rokavice. V sezoni 1923/24 je vodil NHL moštvo Hamilton Tigers. Sodeloval je tudi v prvih letih oddajanja hokejske radijske oddaje Hockey Night in Canada.
V sezoni 1928/29 je deloval tudi kot trener CPHL moštva Buffalo Bisons. 
Leta 1961 je bil sprejet v Hokejski hram slavnih lige NHL.